# Репродуктивное насилие
Репродуктивное насилие, контрацептивный саботаж (англ. birth control sabotage) — попытка одного из сексуальных партнёров помешать усилиям другого предотвратить нежелательное зачатие или, наоборот, принуждение прервать беременность. Примерами контрацептивного саботажа являются замена контрацептивных таблеток на плацебо, незаметное снятие презерватива или просто угрозы и насилие.
Несколько исследований, концентрировавшихся на контрацептивном саботаже, совершаемом мужчинами против женщин, показали тесную связь между домашним насилием и контрацептивным саботажем, а также идентифицировали два основных вида контрацептивного саботажа:
- Вербальный саботаж — словесное или эмоциональное давление не использовать контрацепцию;
- Поведенческий саботаж — использование силы с целью предотвратить использование контрацепции или заставить партнёра заняться незащищённым сексом.

## Правовая ответственность
В мире пока недостаточно проработан вопрос об ответственности за репродуктивное насилие. Как правило, правоохранительные органы по делам о насилии со стороны интимного партнера фокусируются лишь на применении, попытке применения или угрозах физического насилия.
Законы о предотвращении домашнего насилия в США уполномочивают суд издать защитный приказ, запрещающий одной из сторон совершать определенные действия, включая угрозы, преследования или нарушение покоя другой стороны. В 2021 году в Калифорнии репродуктивное принуждение было признано формой домашнего насилия, что означает возможность для судов издавать соответствующие защитные приказы. В некоторых странах (Великобритания, Швейцария, Швеция и Канада, некоторые штаты США) предусмотрена ответственность за незаметное снятие презерватива во время полового акта (стелсинг).